# Quốc lộ 444 (Ấn Độ)
Quốc lộ 444 (QL444) là một tuyến Quốc lộ nằm ở Ấn Độ nằm ở trong địa phận của Jammu và Kashmir, Ấn Độ. Ngoài ra, Quốc lộ 444 là tuyến đường nhánh của Quốc lộ 44.

## Tuyến đường
Tuyến này có điểm đầu ở Srinagar, đi qua Badgam, Pulwama, Shopian, Kulgam và kết thúc tại Qazigund.

## Nút giao
| Địa điểm     | Tuyến      |
| ------------ | ---------- |
| Gần Srinagar | Quốc lộ 44 |
| Gần Qazigund | Quốc lộ 44 |